# Сицкий, Александр Матвеевич
Александр Матвеевич Сицкий — советский хозяйственный, государственный и политический деятель.

## Биография
Родился в 1910 году. Член КПСС.
С 1930 года — на хозяйственной, общественной и политической работе. В 1930—1984 гг. — красноармеец, на ответственной работе в дорожном строительстве СССР, инженер-майор, управляющий ордена Ленина трестом Центрдорстрой Главдорстроя Министерства транспортного строительства СССР, заместитель Министра транспортного строительства СССР.
За проектирование и строительство совмещённого моста через Москву-реку в районе Нагатино и комплекса других сооружений был удостоен Государственной премии СССР в области техники 1976 года.
Умер в Москве в 1984 году.